# Pierre de Vallombreuse
Pour les articles homonymes, voir Vallombreuse.
Pierre de Vallombreuse est un photographe français né à Bayonne le 23 juillet 1962.
En 25 ans, il a constitué un fonds photographique unique (130 000 photographies) sur 43 peuples autochtones dans le monde entier qui rend hommage à cette diversité culturelle et fait découvrir la réalité de ces peuples.

## Biographie
Au contact de Joseph Kessel, ami de ses parents, Pierre de Vallombreuse ressent très tôt l’envie d’être un témoin de son temps. En 1984, il rentre à l’École nationale supérieure des arts décoratifs (ENSAD) de Paris avec l’idée de faire une carrière de dessinateur de presse.
Un voyage, l’année suivante, va bouleverser le cours de sa vie et déclencher sa vocation de photographe. À Bornéo, il partage le quotidien des Punan, derniers nomades de la jungle. D'artiste sédentaire, Vallombreuse décide de devenir un témoin nomade, et la photographie devient son mode d’expression. Aux Philippines il vivra dans la jungle avec les Palawan plus de deux ans. Une première partie de son travail sur cette ethnie est présentée lors du prestigieux festival photographique, les Rencontres d'Arles, en 1989.
Pierre de Vallombreuse a été secrétaire général de l’association Anthropologie et Photographie (université Paris VII) fondée par Jean Duvignaud, Emmanuel Garrigues, Jean Malaurie et Edgar Morin.
Il a publié plusieurs ouvrages et exposé son travail dans des festivals, musées, et galeries.
Il collabore régulièrement avec de grands magazines internationaux : GEO (France, Russie, Allemagne, Espagne, Corée, Japon), le Monde, Newsweek, El Mundo, El País, La Stampa, l’Illustré, Lo Specchio, Le Monde 2, Le Figaro Magazine, Sciences et Avenir, Photo, Terre Sauvage, Grands Reportages, etc.

## Principaux projets

### Peuples
De 1989 à 2005, Pierre de Vallombreuse a rendu hommage à la diversité du monde en parcourant pendant 20 ans tous les continents pour partager la vie de 27 peuples autochtones. Des populations partout considérées comme des minorités, qui sont pour certaines victimes de génocide. On compterait à plus de 300 millions, le nombre de personnes, qui seraient en danger.
Ce travail a permis de dresser un constat non exhaustif de leurs situations à travers le monde en portant un témoignage unique et nécessaire pour penser les menaces qui pèsent sur leurs singularité en tant que peuple.
Ce projet a donné lieu à un livre, Peuples, préfacé par Edgar Morin, publié aux Éditions Flammarion en 2005, et à une exposition au Musée de l'Homme en 2005-2006 qui a ensuite voyagé en France et à l'étranger.

### Souveraines
De 2015 à 2016, Pierre de Vallombreuse est allée à la rencontre de quatre peuples d’Asie du Sud-Est où les femmes sont à l'égal de l'homme sous des formes diverses et occupent une place décisive dans l’organisation familiale et sociale.
Ce projet a donné lieu à un livre, Souveraines, publié en 2015 aux éditions Arthaud, et à des expositions.

### Hommes racines
De 2007 à 2012, Pierre de Vallombreuse réalise son projet, Hommes racines, sur des peuples qui entretiennent un lien viscéral à leurs terres. Se déployant sur cinq ans, ce parcours représente son engagement auprès de onze peuples autochtones répartis dans le monde entier. Si la vocation principale du projet est de montrer la relation intime qui lie l’homme à son environnement, c'est aussi un témoignage sur la diversité des modes de vie, des pratiques et des savoirs traditionnels qui s’inscrivent dans des milieux très différents. Le parcours souligne également la multiplicité des réponses aux conditions de vie imposées par la nature et l’histoire. C’est dans ce contexte qu'il aborde la notion de racine. En rencontrant des peuples solidement ancrés dans leur territoire et d’autres ayant été soumis à l’épreuve du déracinement, Hommes racines dessine les profondes mutations qui affectent notre modernité.
Depuis 2007 à 2012, ce parcours a donné lieu à une dizaine d’expositions et de nombreuses publications. Les photos de Vallombreuse se caractérisent par la profondeur de leurs panoramiques en noir et blanc.

## Récompenses et distinctions
- 1993 : Lauréat du prix Léonard de Vinci, ministère des Affaires étrangères
- 2017 : Prix International Planète Albert Kahn [9]
- 2021 : Élu membre de la Société des explorateurs français[10]
- 2023 : Lauréat du prix Viviane Esders.
- Par ailleurs, La Dure Vie de Tulibac, film documentaire sur les Palawans produit pour Canal+ et la BBC, obtient de nombreuses récompenses :
- Premier prix « Île d’Or », Festival international du film d’aventure, Bailly , 2000
- Premier prix, International mountain and adventure film festival, Graz (Autriche), 2001
- Camera Alpin in Gold, Festival international du film insulaire, île de Groix, 2002

## Publications

### Ouvrages personnels
- Au hasard des vents, Paris, Éditions ediSens, 2019
- Une Vallée, Paris, The (M) éditions, 2018
- The Valley, Catalogue de l'exposition photographique sur le peuple Palawan, Musée national des Philippines, 2017
- Souveraines, Paris, Éditions Arthaud, 2015
- Y a-t-il une lune chez toi?, Paris, Éditions Le Passeur, 2014
- Hommes racines, Paris, Éditions de La Martinière, 2012
- La Dalle, voyage à Choisy-le-Roi, Paris, Éditions de La Martinière, 2010
- Itinéraires, Paris, Édition de La Martinière, 2008
- Peuples, textes d’Edgar Morin, Paris, Groupe Flammarion, 2006
- Les Hommes des rochers, Paris, Hoebeke, 2002
- Taw Batu, texte de Charles Macdonald, Boulogne-Billancourt, Édition du Musée Albert-Kahn, 1994

### Principaux ouvrages collectifs
- Catalogue du Mois de la Photo du Grand Paris, 2017
- Philippines, archipel des échanges, Musée du quai Branly - Jacques-Chirac, Actes Sud, 2013
- Hervé Le Goff, Picto 1950-2010. Voir avec le regard de l’autre, Actes Sud Beaux Arts, 2011
- Gilles de Bure, Que sont mes amis devenus. 40 créateurs de l’École nationale supérieure des arts décoratifs, Éditions Norma/ENSAD, 2010
- Don de Vie, Paris, Édition Jean di Sciullo, 2008
- Les Aventuriers de la culture. Guide de la diversité culturelle, Paris, Naïve, 2008
- Stop, Laurent de Bartillat, Simon Retallack, Paris, Seuil, 2003
- Autour du monde. Un autre voyage, AFAA, Chroniques nomades, Filigranes Éditions, 1999
- Yvon Le Bot, Indiens : Chiapas - Mexico - Californie, Montpellier, Indigène Éditions 2002
- Fraternité, le tour du monde de la fraternité par les plus grands photographes, Paris, Albin Michel, 1990

## Principales expositions

### Expositions et projections personnelles
- Une vallée, Palawan, Philippines, Festival Itinéraires photographes voyageurs, Bordeaux, avril, 2019
- Le Peuple de La Vallée, chapitre 1, Musée de l'Homme, Festival Photo de Bellême, 2018
- Le Peuple de La Vallée, chapitre 1, Musée de l'Homme, Paris, Janvier à Juin, 2018
- The Valley, Musée National des Philippines, 2017
- Hommage à Claude Lévi-Strauss, Mois de la Photo du Grand Paris, Galerie Hegoa, April 2017
- Souveraines, exposition à la Galerie Argentic, Paris V, France, Octobre-Novembre 2015
- Roots People, exposition à la Galerie Blue Sky, Portland, Oregon, États-Unis
- Hommes racines : les étapes de ce projet ont donné lieu à 12 expositions en France (dont aux Champs libres à Rennes, au festival Photo Peuples et Nature et dans diverses villes), 2008-2012
- Les Hadzabes, parcours Hommes racines, Festival l’œil en Seyne, La Seyne-sur-Mer, 2011
- Peuples nomades, projection au Musée du quai Branly, 2011
- Sur les traces de Claude Lévi-Strauss, festival Photo Peuples & Nature, La Gacilly, 2011
- Les Inuits[11], événement culturel Neiges de Cultures, Serre Chevalier, 2010-2011
- La Dalle, théâtre Paul Éluard, Choisy-le-Roi, de janvier à mars 2010
- Peuples : Musef, Musée ethnographique de La Paz, Bolivie, 2009
- Regards croisés sur les Amériques, Musée des Confluences, Lyon, 2009
- Les nomades Rabaris, nomadisme et liberté, projection et conférence à la Maison des Métallos, Paris, 2009
- The roots people, Delhi, Ahmedabad, Trivandrum et Bhopal (Inde), 2008/2009
- Peuples, Espacio de Arte Uno Manzana, Santa Cruz de la Sierra, Bolivie, 2008
- Itinéraires, Maison des Métallos, Paris, 2008
- Peuples :
  - Rencontres photographiques de Créteil, 2008
  - Projection Visa pour l’image, Perpignan, 2006
  - Musée de l’Homme, Paris, 2006
  - Festival des sciences de Chamonix, 2006
- Existences, Forteresse de Polignac, Polignac, 2006
- La Danse sacrée de Rukmini, Maison des Indes, Paris, 2004
- Indiens : Chiapas - Mexico - Californie, exposition collective au Parc de la Villette, Paris, 2002
- Peuples en guerre, Prix Bayeux-Calvados des correspondants de guerre, 2002
- Les Palawans, Festival Chroniques Nomades, Honfleur, 1998
- Les Hommes des Rochers :
  - Musée des Cultures et des Traditions de Manille, Philippines, 1995
  - Musée Albert Kahn, Boulogne-Billancourt, 1994
  - Festival Visa pour l'image, Perpignan, 1992
- Les Palawans, Rencontres d'Arles, 1989

### Expositions collectives
- Philippines, archipel des échanges, musée du quai Branly-Actes Sud, Paris, France 2013
- Regards croisés sur les Amériques, Musée des Confluences, 2009
- Trente ans de reportages du Figaro Magazine, grilles du Sénat, Paris, 2008
- Autour du Monde, exposition collective et itinérante dans le monde, réalisée par l’AFAA et Chroniques Nomades, 1999
- Humain, très humain, Rencontres de la photographie, Arles, 1989

### Tirages photographiques dans des institutions et des collections
- Musée du quai Branly - Jacques-Chirac
- Bibliothèque nationale de France
- Musée Albert-Kahn, Boulogne-Billancourt
- Portland Art Museum, Portland, Oregon, USA[12]
- Musée des Cultures et des Traditions de Manilles, Philippines
- Musef, musée ethnographique de La Paz, Bolivie
- Fondation Yves Rocher
- Fondations Polignac, France
- Musée des Beaux-Arts, La Chaux-de-Fonds, Suisse

## Principales conférences
- Tales of Indigenous Sovereignty and Ecological Diversity, Conférence au College of Liberal Arts and Sciences, Portland, Oregon, États-Unis, 2014[13]
- Participation au colloque de réflexion sur l’image, organisé par Visa pour l'image, 2009
- Conférence avec Edgar Morin autour du livre "Peuples" au théâtre l'Espal, Le Mans, 2006
- Cinq conférences liées au parcours Hommes racines aux Champs Libres de Rennes avec Catherine Clément (philosophe), Maurice Godelier (anthropologue au CNRS), Joe Linklater (chef des Gwitchins Vuntut du Canada), Raphaël Picard (chef Innu du Canada), Yvon le Bot (sociologue et directeur de recherche au CNRS), Barbara Glowczewski (ethnologue et directrice de recherche au CNRS), 2006/2012

## Workshops et interventions
- Conclave Art of Change 21, Gaîté Lyrique, Paris, 2014[14]- Artiste Invité
- Rencontres Internationales de la Photographie d'Arles, Arles, 2017- Maître de stage
- Rencontres Internationales de la Photographie d'Arles, Arles, 2014- Maître de stage
- École française de Portland, Oregon, États-Unis, 2014, Atelier
- Rencontres Internationales de la Photographie d'Arles, Arles, 2013 - Maître de stage
- Hôpital psychiatrique Louis Regnier, Rennes, France, 2007/2012 - Atelier
- Maison d'arrêt de Rennes, France, 2007/2009 - Atelier

## Résidences
- Invité à Choisy-le-Roi, par le théâtre Paul Éluard, en 2008-2009
- Invité en Inde par l'ambassade de France pour réaliser un travail sur un des peuples du projet Hommes racines, en 2008
- Invité par les Champs libres de 2007 à 2012 pour le parcours Hommes racines